# IC 5214
IC 5214 — галактика типу Sc (компактна спіральна галактика) у сузір'ї Південна Риба.
Цей об'єкт міститься в оригінальній редакції індексного каталогу.